# رودخانه شویا (کارلیا)
رودخانه شویا (کارلیا) (به انگلیسی: Shuya River (Karelia)) رودخانه‌ای به‌طول ۱۹۴ کیلومتر است که در روسیه جریان دارد.